# Тарасовка (Верхнеднепровская городская община)
Тарасовка (укр. Тарасівка) — село,
Першотравенский сельский совет,
Верхнеднепровский район,
Днепропетровская область,
Украина.
Код КОАТУУ — 1221087505. Население по переписи 2001 года составляло 224 человека.

## Географическое положение
Село Тарасовка находится на правом берегу реки Самоткань,
выше по течению на расстоянии в 0,5 км расположено село Самоткань,
ниже по течению примыкает город Верхнеднепровск,
на противоположном берегу — село Подлужье.
По селу протекает пересыхающий ручей с запрудой.
Рядом проходит автомобильная дорога Н-08.